# Рекетът (филм, 1928)
„Рекетът“ (на английски: The Racket) е американски черно-бял ням криминален филм от 1928 година на режисьора Луис Майлстоун.

## Сюжет
Внимание:  Текстът по-долу разкрива сюжета на произведението (или части от него)!
Честният капитан на полицията Джеймс Маккуиг се заема да унищожи мощна система за контрабанда, защитена от корумпирани политици и съдии.

## Актьорски състав
| Актьор         | Роля                     |
| -------------- | ------------------------ |
| Томас Мейгън   | капитан Джеймс Маккуиг   |
| Луис Уолхайм   | Ник Скарси               |
| Лусиен Привал  | Чик                      |
| Мари Превост   | Хелън Хейс               |
| Пат Колинс     | патрулен полицай Джонсън |
| Хенри Седли    | Спайк Коркоран           |
| Джордж Стоун   | Джо Скарси               |
| Сам Де Грас    | окръжен прокурор Уелч    |
| Ричард Галахър | Милър                    |
| Лий Моран      | Прат                     |
| Джон Дароу     | Дейв Еймс                |